# Carl Gustaf Ihrfors
Carl Gustaf Ihrfors, född den 1 juni 1876 i Skellefteå, död den 16 februari 1935 i Västerås, var en svensk jurist.
Ihrfors avlade mogenhetsexamen i Västerås 1895, blev samma år student vid Uppsala universitet och avlade juris utriusque kandidatexamen där 1903. Sedan han en längre tid tjänstgjort vid länsstyrelsen i Västmanlands län, från 1909 som tillförordnad länsnotarie, återupptog han de teoretiska studierna och avlade 1916 juris licentiatexamen. Ihrfors disputerade samma år för juris doktorsgrad på avhandlingen Om häradsallmänningar enligt svensk rättsutveckling – ett bidrag till den svenska jord- och skogslagstiftningens historia. År 1918 blev han länsassessor i Västmanlands län och 1931–1934 upprätthöll han landssekreteraretjänsten i Gotlands län. Ihrfors utgav av trycket – förutom doktorsavhandlingen – Om författarerätt och äganderätt – med särskild hänsyn till svenska lagen den 30 maj 1919 om rätt till litterära och musikaliska verk, Bidrag till läran om växeltrattans och checkens juridiska konstruktion samt Det svenska sjöpanträttssystemet i kritisk belysning – en sjörättslig analys, alla utkomna 1926. Han blev riddare av Vasaorden 1926. Ihrfors vilar på Östra kyrkogården i Västerås.